# Kryddkrämare

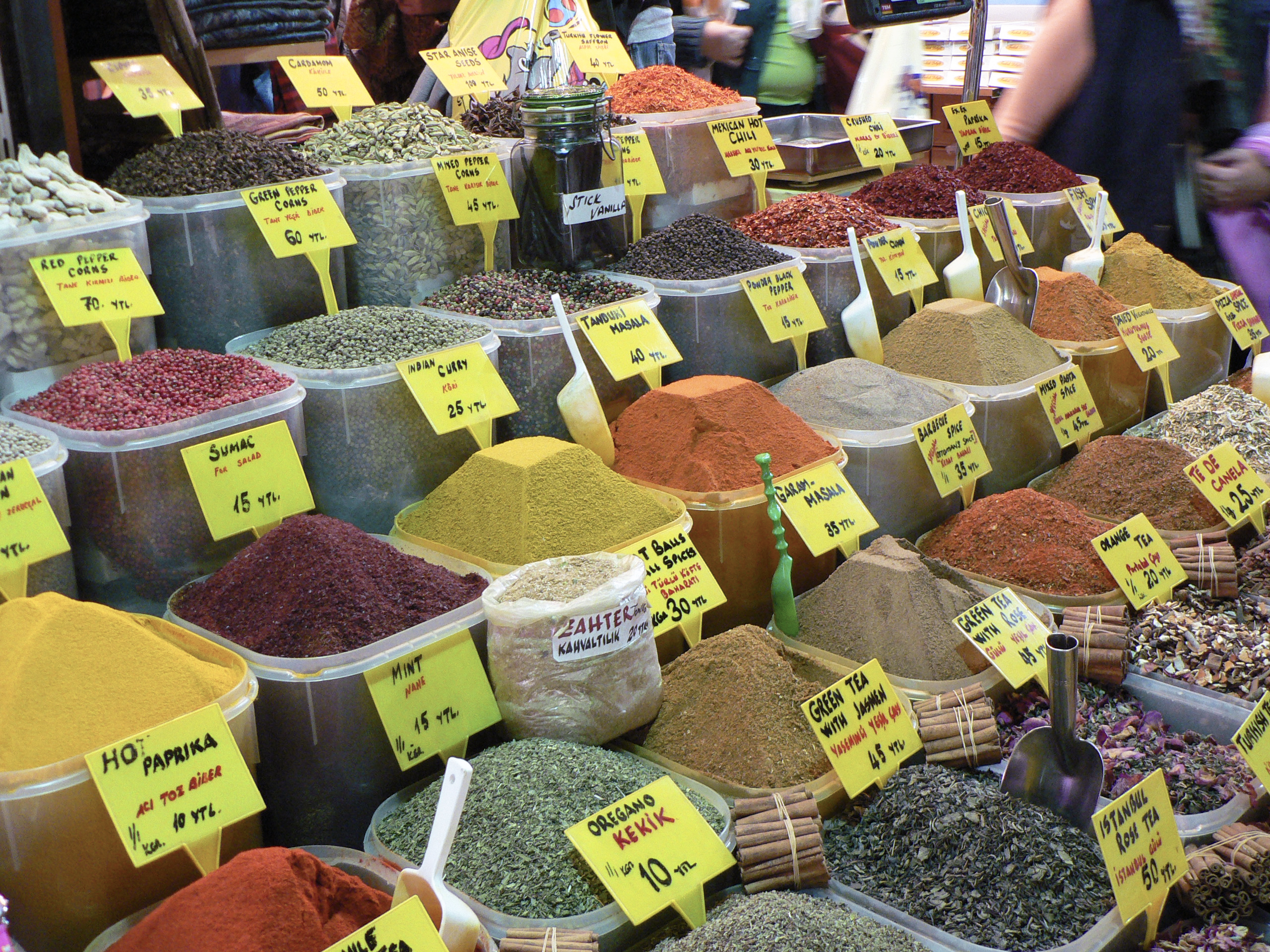
Modern kryddkrämares sortiment i Istanbul, Turkiet.

Kryddkrämare eller kryddkramhandlare är en äldre yrkestitel på specerihandlare betecknande en person som handlade i kryddor och ägde rätt att sälja torrvaror som exempelvis kaffe, mjöl, socker, salt och andra varor som porslin och tidningar.